# Street Fighter II: The Animated Movie
Street Fighter II: The Animated Movie, i Japan känd som Street Fighter II Movie (ストリートファイター II MOVIE Sutorīto Faitā Tsū Mūbī?) är japansk film från 1994. Den är regisserad av Gisaburo Sugii och baserad på tv-spelet Street Fighter II.
Bison, ledare för den internationella terroristorganisationen Shadowlaw (även Shadaloo och Shadowloo), söker efter den bästa slagskämpen på jorden. Han hittar en vandrare vid namn Ryu som verkar stämma in på den beskrivningen, men då Bison inte lyckas fånga in Ryu nöjer han sig med Ryus barndomsvän amerikanen Ken Masters som har gått i lära hos samma mästare som Ryu. Samtidigt försöker Guile, från amerikanska armén tillsammans med den Chun Li från Kina sätta stopp för Shadowlaw.